# Rokci (gmina Aleksandrovac)
Rokci (cyr. Рокци) – wieś w Serbii, w okręgu rasińskim, w gminie Aleksandrovac. W 2011 roku liczyła 136 mieszkańców.